# Llengua OSV
Una llengua OSV és un idioma que com a ordre canònic o frase prototípica col·loca primer el complement (objecte), després el subjecte que fa l'acció i el verb al final de l'oració. És la tipologia lingüística menys freqüent, que apareix sobretot en algunes llengües amazòniques.
No s'ha de confondre amb el mecanisme que empren algunes llengües per fer èmfasi i que consisteix a alterar l'ordre canònic anticipant o posposant l'element que es vol ressaltar, conegut com a topicalització.